# Џорџ Мусулин
Џорџ С. Мусулин (енгл. George Musulin; Њујорк, 9. април 1914 — 1987) је био потпуковник америчке војске. Током Другог светског рата био је предводник америчке војне мисије при Југословенској војсци у Отаџбини, која је извела операцију спасавања више од 400 америчких војника из Југославије.

## Биографија
Џорџ Мусулин је рођен у српској породици у Њујорку, одрастао је у Џонстауну у Пенсилванији. Дипломирао је на Универзитету у Питсбургу где је играо за универзитетски фудбалски тим. После факултета играо је професионално амерички фудбал у Сент Луису и Чикагу.
ОСС капетан Мусулин се током Другог светског рата, средином октобра 1943, као члан америчке војне мисије спустио падобраном у Југославију у штаб генерала Драже Михаиловића. Како су четници у то време били пасивни, Британци су повукли подршку Михаиловићу и дали је комунистичким снагама Јосипа Броза, приморавши Сједињене Државе да учине исто. Капетан Мусулин је 31. маја 1944. године, уз помоћ четника, успешно евакуисан заједно са 100 британских и америчких официра, остављајући генерала Михаиловића без подршке.
Џорџ Мусулин се налазио у Барију, где је предложио још једну акцију спасавања преосталих америчких авијатичара оборених над Југославијом. Капетан Мусулин се опет спустио падобраном код четника Драже Михаиловића, код села Прањана, где се налазило око 250 Американаца које су четничке снаге спасиле и криле од Немаца. Августа 1944. године организовао је још једну успешну евакуацију америчких пилота. Савезници су четнике напустили месецима пре ове евакуације, четници су ипак крили и чували Американце, због којих су Немци многе стрељали. Мусулин је успешно командовао операцијом Ваздушни мост, за спасавања из ваздуха више од 400 америчких пилота из Југославије под нацистичком окупацијом. Ова операција је успела захваљујући сарадњи са генералом Михаиловићем, која је у Сједињене Државе први пут изнета у јавност тек двадесет година касније.
После рата, потпуковник Мусулин је радио најпре за Морнаричку обавештајну службу, а затим за Централну информативну агенцију, где је и дочекао пензију 1974. Умро од дијабетеса и бубрежне инсуфицијенције у болници 1987. године.